# Kathedrale von Tarbes

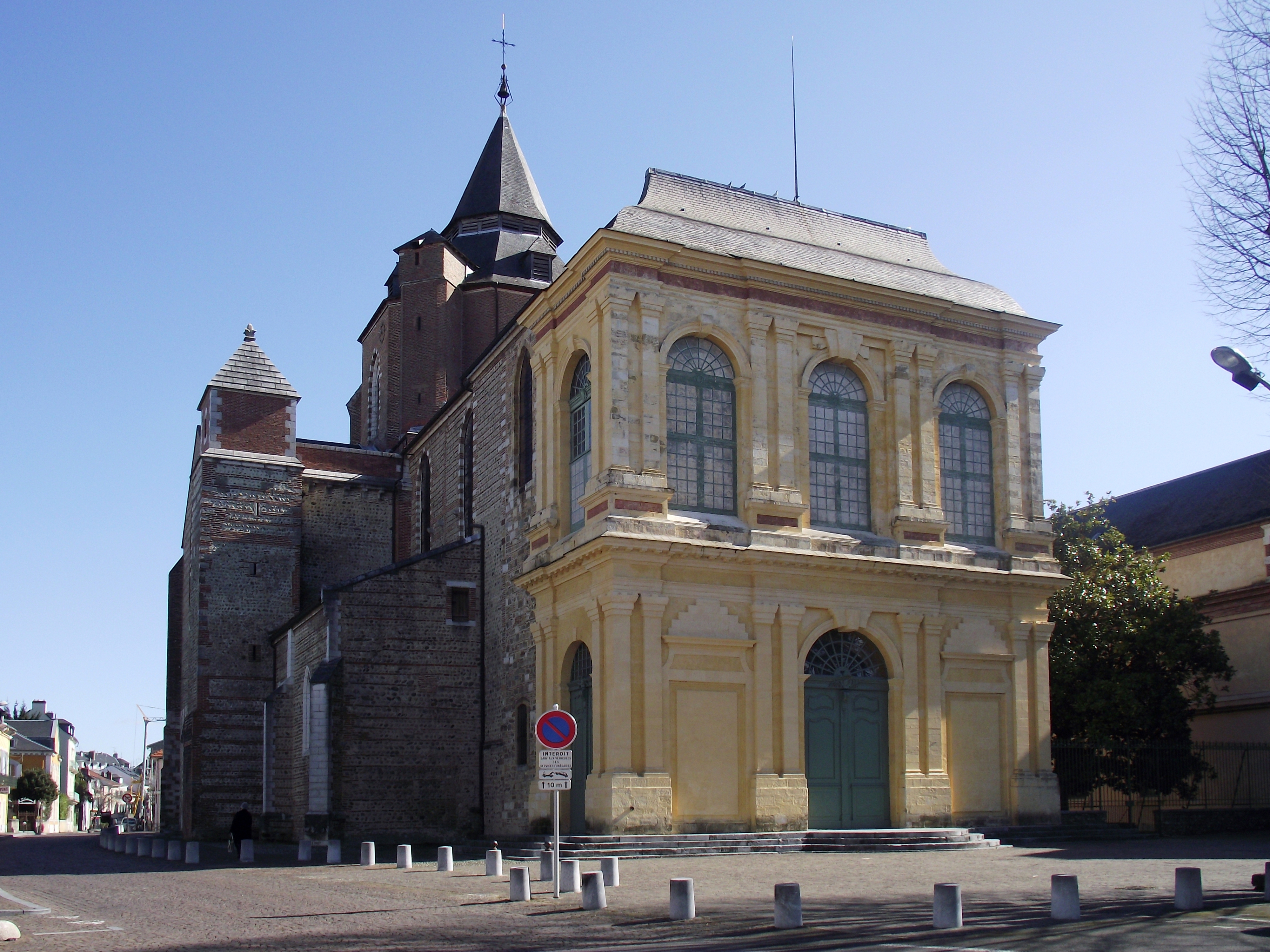
Kathedrale von Tarbes

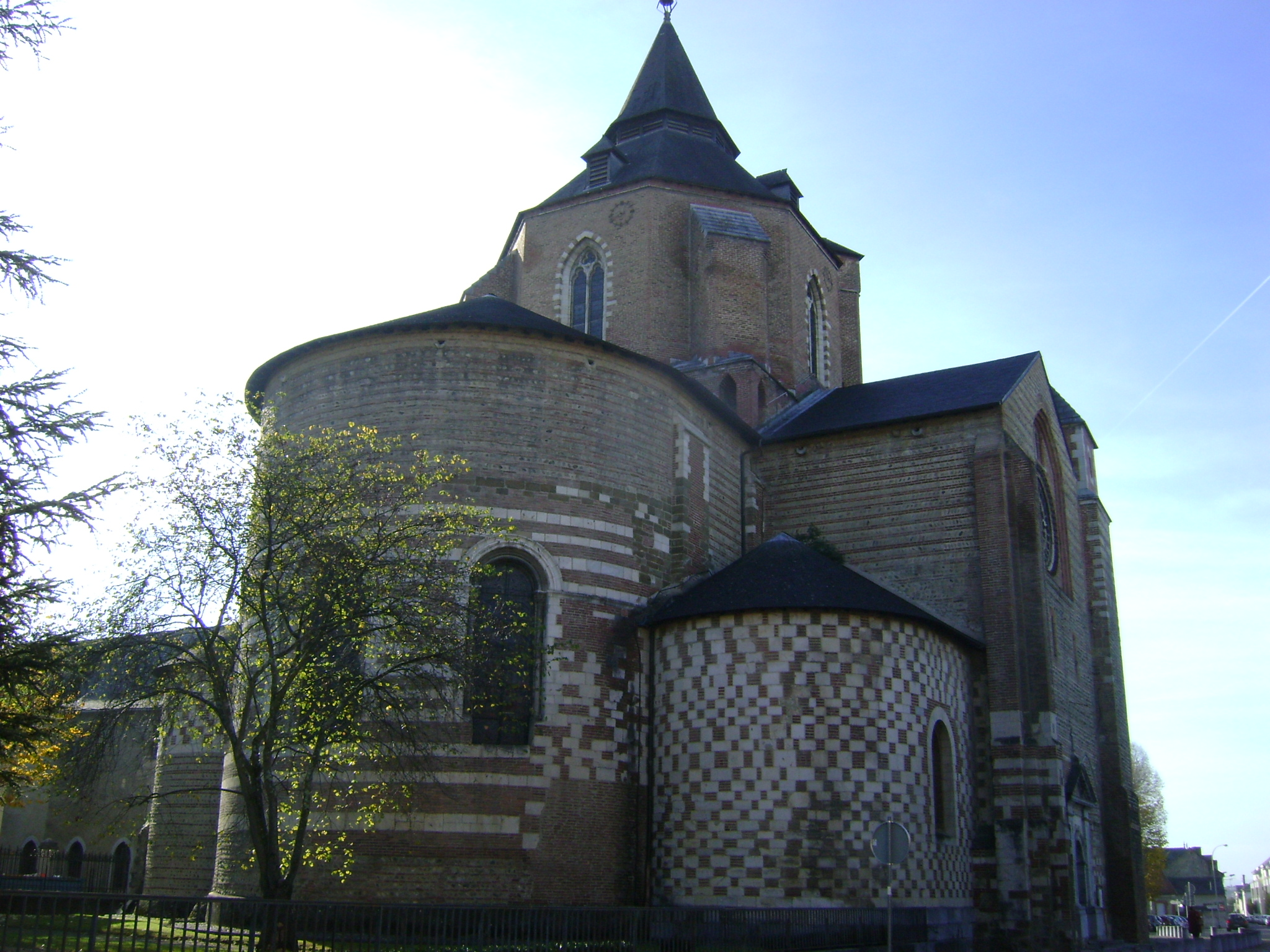
Ostteile

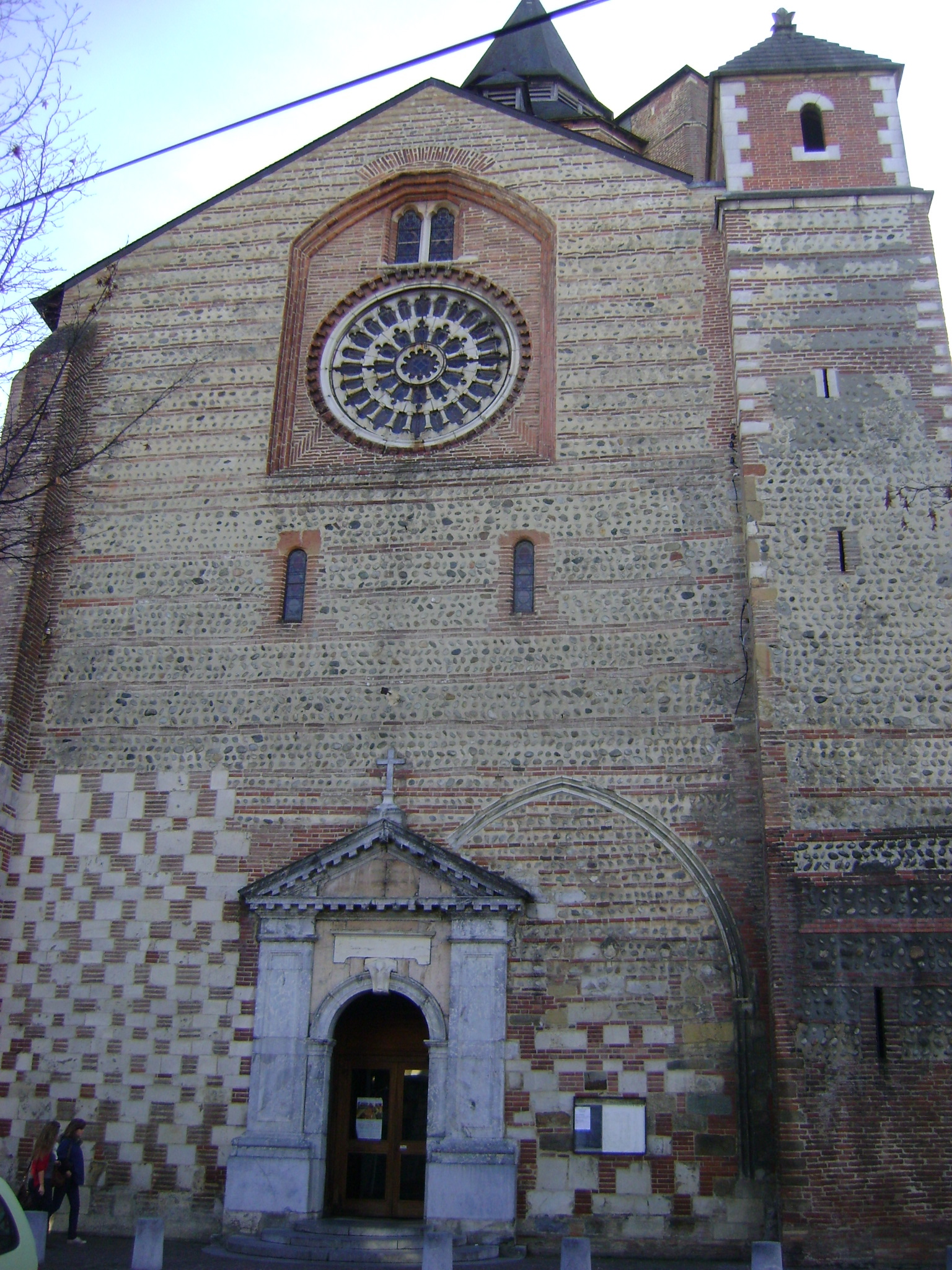
Nordquerhausfassade

Die der Gottesmutter Maria (Notre-Dame-de-la-Sède – „Unsere Liebe Frau vom Bischofssitz“) geweihte Kathedrale von Tarbes ist die Bischofskirche des römisch-katholischen Bistums Tarbes und Lourdes im südfranzösischen Département Hautes-Pyrénées im Pyrenäenvorland. Der Kirchenbau ist seit dem Jahr 1906 als Monument historique anerkannt.

## Lage
Die geostete Kathedrale liegt am Westrand der mittelalterlichen Stadt gut 1 km westlich des Flusses Adour in einer Höhe von ca. 300 m.

## Geschichte
Da das Bistum Tarbes bereits seit dem 4. Jahrhundert erwähnt wird, sind Vorgängerbauten wahrscheinlich, aber bisher nicht nachgewiesen. Die heutige Kirche entstand im 12. Jahrhundert, doch wurde sie im 14. Jahrhundert grundlegend erneuert und im 18. Jahrhundert nochmals um ein Joch nach Westen verlängert – die barock-klassizistische und beinahe schlossähnliche Fassade stammt aus dieser Zeit.

## Architektur
Die ältesten Teile des Kirchenbauwerks sind die in Schichten aus Bruch- und Ziegelsteinen (brique et pierre) gemauerten romanischen Apsiden im Chorbereich. Das im 14. Jahrhundert angefügte, jeweils einschiffige Quer- (transept) und Langhaus (nef) mit einem Laternenturm über der Vierung. Der heutige Eingang befindet sich zumeist im Nordquerhaus und hat eine eher uneinheitlich wirkende Fassade mit einem hochgelegenen gotischen Radfenster mit einem mittleren Zwölfpass. Das Innere der Kirche wirkt eher schlicht und ist bis zum Gewölbescheitel nur ca. 12 m hoch; selbst der etwas höhere Laternenturm erreicht nur knapp 16 m Innenhöhe.

## Ausstattung
Eine Liste der denkmalgeschützten Ausstattungsgegenstände findet sich in Anm. 1.